# Trofeo Playa de Palma-Palma 2020
La 29e édition du Trofeo Playa de Palma-Palma a lieu le 2 février 2020, sur un parcours de 159,6 kilomètres tracé dans les Îles Baléares en Espagne, autour de Palma de Majorque. La course est la quatrième manche du Challenge de Majorque 2020 et fait partie du calendrier UCI Europe Tour 2020 en catégorie 1.1 et de la Coupe d'Espagne.

## Présentation

### Équipes
23 équipes participent à ce Challenge de Majorque - 5 WorldTeams, 9 ProTeams, 7 équipes continentales et 2 équipes nationales :
| WorldTeams (5)- Bora-Hansgrohe - Lotto Soudal - Movistar Team - Israel Start-Up Nation - Trek-Segafredo ProTeams (9)- Bardiani CSF Faizanè - Burgos-BH - Caja Rural-Seguros RGA - Euskaltel-Euskadi - Arkéa-Samsic - Gazprom-RusVelo - Sport Vlaanderen-Baloise - Circus-Wanty Gobert - Vini Zabù-KTM Équipes continentales (8)- Kometa-Xstra - Canyon DHB p/b Bloor Homes - Team SKS Sauerland NRW - Gios Kiwi Atlántico - Equipo Kern Pharma - Team Work Service Romagnano - Swiss Racing Academy - Memil Équipe nationale- Suisse |
| |

## Classement final
| \| Classement général \| Classement général \| Classement général \| Classement général \| Classement général \| \| Coureur \| Coureur \| Pays \| Équipe \| Temps \| \| ------------------ \| ------------------ \| ------------------ \| ------------------------ \| ------------------ \| \| 1er \| Matteo Moschetti \| Italie \| Trek-Segafredo \| 3 h 46 min 29 s \| \| 2e \| Pascal Ackermann \| Allemagne \| Bora-Hansgrohe \| + 0 s \| \| 3e \| Andrea Pasqualon \| Italie \| Circus-Wanty Gobert \| + 0 s \| \| 4e \| Amaury Capiot \| Belgique \| Sport Vlaanderen-Baloise \| + 0 s \| \| 5e \| Stefano Oldani \| Italie \| Lotto-Soudal \| + 0 s \| \| 6e \| Cédric Beullens \| Belgique \| Sport Vlaanderen-Baloise \| + 0 s \| \| 7e \| Juan José Lobato \| Espagne \| Fundación-Orbea \| + 0 s \| \| 8e \| Jon Aberasturi \| Espagne \| Caja Rural-Seguros RGA \| + 0 s \| \| 9e \| Emīls Liepiņš \| Lettonie \| Trek-Segafredo \| + 0 s \| \| 10e \| Giovanni Lonardi \| Italie \| Bardiani CSF Faizanè \| + 0 s \| |                  |           |                          |                 |
| |                  |           |                          |                 |
| Source : ProCyclingStats |                  |           |                          |                 |
| Classement général |                  |           |                          |                 |
| Coureur | Coureur          | Pays      | Équipe                   | Temps           |
| 1er | Matteo Moschetti | Italie    | Trek-Segafredo           | 3 h 46 min 29 s |
| 2e | Pascal Ackermann | Allemagne | Bora-Hansgrohe           | + 0 s           |
| 3e | Andrea Pasqualon | Italie    | Circus-Wanty Gobert      | + 0 s           |
| 4e | Amaury Capiot    | Belgique  | Sport Vlaanderen-Baloise | + 0 s           |
| 5e | Stefano Oldani   | Italie    | Lotto-Soudal             | + 0 s           |
| 6e | Cédric Beullens  | Belgique  | Sport Vlaanderen-Baloise | + 0 s           |
| 7e | Juan José Lobato | Espagne   | Fundación-Orbea          | + 0 s           |
| 8e | Jon Aberasturi   | Espagne   | Caja Rural-Seguros RGA   | + 0 s           |
| 9e | Emīls Liepiņš    | Lettonie  | Trek-Segafredo           | + 0 s           |
| 10e | Giovanni Lonardi | Italie    | Bardiani CSF Faizanè     | + 0 s           |

## Classements UCI
La course attribue aux coureurs pour le Classement mondial UCI 2019 selon le barème suivant :
| Position           | 1er | 2e | 3e | 4e | 5e | 6e | 7e | 8e | 9e | 10e | 11e | 12e | 13e à 15e | 16e à 25e |
| Classement général | 125 | 85 | 70 | 60 | 50 | 40 | 35 | 30 | 25 | 20  | 15  | 10  | 5         | 3         |